# Krimfeldzüge

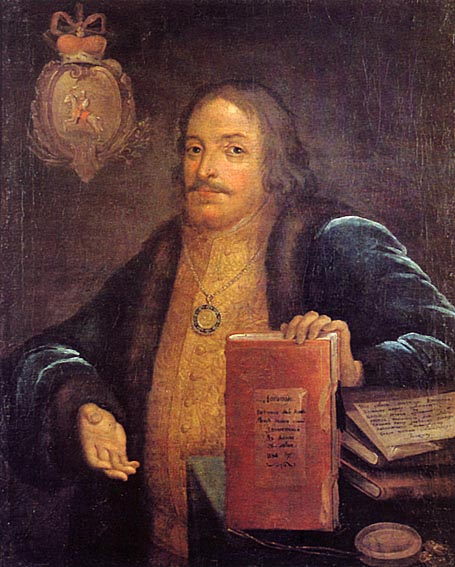
Fürst Wassili Golizyn

Krimfeldzüge (russisch Крымские походы) waren zwei Feldzüge des russischen Heeres gegen das Krimkhanat in den Jahren 1687 und 1689. Sie waren Teil des Russisch-Türkischen Kriegs 1686–1700.

## Vorgeschichte
Nachdem Russland 1686 den "Ewigen Frieden" mit Polen-Litauen geschlossen hatte, sah es eine günstige Gelegenheit, sich der langjährigen Gefahr aus dem Süden zu entledigen. Die Krimtataren überfielen seit Jahrhunderten südrussische und ukrainische Gebiete und verschleppten viele Menschen in die Sklaverei. Russland beteiligte sich an der antitürkischen Koalition, der sogenannten Heiligen Liga, die aus Österreich, der Republik Venedig und Polen-Litauen bestand und gegen das Osmanische Reich und seinen Vasallen, das Krimkhanat, kämpfte.

## Erster Feldzug 1687
Im Mai 1687 startete die 100.000 Mann zählende russische Armee unter Fürst Wassili Golizyn, zusammen mit Don- und Saporoger Kosaken ihren Feldzug aus der Linksufrigen Ukraine gegen die Krim. Die Krimtataren zündeten jedoch die Steppe an, so dass der riesige Flächenbrand das Vorrücken der Russen unmöglich machte und sie umkehren mussten. Für das Scheitern des Feldzugs gab Golizyn dem ukrainischen Hetman Iwan Samojlowytsch die Schuld, der gegen Iwan Masepa ausgetauscht wurde.

## Zweiter Feldzug 1689
Danach begannen die Vorbereitungen für einen neuen Feldzug. Währenddessen begann der polnische König Verhandlungen mit dem Osmanischen Reich und wälzte die gesamte Kriegslast auf Russland ab. Im Frühjahr 1689 startete die zahlenmäßig noch stärkere russische Armee einen neuen Feldzug gen Süden. Am 15. Mai wurde ein krimtatarischer Angriff zurückgeschlagen. Am 20. Mai erreichte sie Perekop, die an der gleichnamigen Landenge gelegene strategische Festung, in der eine riesige Zahl osmanischer und krimtatarischer Soldaten konzentriert war. Wegen der großen Stärke der Verteidiger wurde keine Belagerung begonnen.

## Bewertung
Die Krimfeldzüge Russlands konnten für einige Zeit beträchtliche Kräfte der Türken und Krimtataren binden und waren für die europäischen Verbündeten von Nutzen. Das Ziel der Feldzüge, nämlich die Sicherung der Südgrenzen Russlands, konnte jedoch nicht erreicht werden. Der erfolglose Ausgang der Krimfeldzüge war einer der Gründe für den Sturz der Regierung von Sofia Alexejewna. Die Macht übernahm der junge Zar Peter, der im Folgenden ebenfalls zwei Feldzüge gegen das Krimkhanat unternahm, die als Asowfeldzüge in die Geschichte eingingen.